# Distrikt Chaparra
Der Distrikt Chaparra liegt in der Provinz Caravelí in der Region Arequipa im Südwesten von Peru. Der Distrikt wurde am 22. Juni 1825 gegründet. Er besitzt eine Fläche von 1502 km². Beim Zensus 2017 wurden 3806 Einwohner gezählt. Im Jahr 1993 lag die Einwohnerzahl bei 1742, im Jahr 2007 bei 3846. Sitz der Distriktverwaltung ist die 600 m hoch gelegene Ortschaft Achanizo mit 337 Einwohnern (Stand 2017). Achanizo liegt am Río Chaparra, knapp 65 km westlich der Provinzhauptstadt Caravelí. Die Nationalstraße 1S (Panamericana) verläuft entlang der Pazifikküste.

## Geographische Lage
Der Distrikt Chaparra liegt im zentralen Osten der Provinz Caravelí. Der Distrikt besitzt eine knapp 44 km lange Küstenlinie am Pazifischen Ozean und reicht etwa 47 km ins Landesinnere. Der Río Chaparra durchquert den Distrikt in südwestlicher Richtung und mündet schließlich ins Meer. Das Gebiet besteht überwiegend aus Wüste.
Der Distrikt Chaparra grenzt im Nordwesten an die Distrikte Chala und Huanuhuanu, im Nordosten an den Distrikt Quicacha sowie im Südosten an den Distrikt Atico.